# Bezwodne (rejon wilejski)
Bezwodne (biał. Бязводнае, ros. Безводное) – wieś na Białorusi, w obwodzie mińskim, w rejonie wilejskim, w sielsowiecie Ilia.

## Historia
W czasach zaborów wieś w gminie Wiazyń, w powiecie wilejskim, w guberni wileńskiej Imperium Rosyjskiego. W 1866 roku liczyła 43 dusze rewizyjne, należała do dóbr Obodowce.
W latach 1921–1945 wieś leżała w Polsce, w województwie wileńskim, w powiecie wilejskim, w gminie Wiazyń.
Według Powszechnego Spisu Ludności z 1921 roku zamieszkiwało tu 150 osób, 7 było wyznania rzymskokatolickiego, 145 prawosławnego a 1 ewangelickiego. Jednocześnie 4 mieszkańców zadeklarowało polską, 145 białoruską a 1 łotewską przynależność narodową. Było tu 27 budynków mieszkalnych. W 1931 w 29 domach zamieszkiwały 172 osoby.
Wierni należeli do parafii rzymskokatolickiej i prawosławnej w Ilii. Miejscowość podlegała pod Sąd Grodzki w Ilii i Okręgowy w Wilnie; właściwy urząd pocztowy mieścił się w Wiazyniu.
W wyniku napaści ZSRR na Polskę we wrześniu 1939 miejscowość znalazła się pod okupacją sowiecką. 2 listopada została włączona do Białoruskiej SRR. Od czerwca 1941 roku pod okupacją niemiecką. W 1944 miejscowość została ponownie zajęta przez wojska sowieckie i włączona do Białoruskiej SRR.
Od 1991 roku w składzie niepodległej Białorusi.